# Оттон (герцог Бургундии)
Оттон (фр. Otton; ранее 944—23 февраля 965) — граф Осера и Бона с 955 года, герцог Бургундии (Оттон I) с 8 апреля 956 года (подтверждено королём 7 апреля 961 года), граф Невера с 956 года из дома Робертинов; второй сын герцога Франции Гуго Великого и Гедвиги Саксонской.

## Биография

### Правление
В 955 году отец Оттона, Гуго Великий, договорился с герцогом Бургундии Жильбером о браке сына со старшей дочерью Жильбера, наследницей большей части его владений. В качестве приданого Оттон получил графства Бон и Осер. После неожиданной смерти Жильбера 8 апреля 956 года герцогство перешло к Оттону, а графство Шалон — мужу другой дочери Жильбера, Ламберту Дижонскому. Поскольку Оттону в тот момент было чуть больше 12 лет, то в герцогстве распоряжался его отец. Но 16 июня того же года Гуго Великий умер. Старшему брату Оттона, Гуго Капету, в этот момент было всего 16 лет, а младшему брату Эду Генриху — около 10 лет. Их опекуном стал герцог Нормандии Ричард, обрученный с их сестрой Эммой.
При этом король Франции Лотарь не спешил даровать Оттону инвеституру на Бургундское герцогство, стремясь присоединить его к своим владениям.
В 957 году в Бургундии вспыхнул мятеж графа Мо Роберта I, женатого на Адели или Верре, младшей дочери Жильбера, и предъявившего права на часть Бургундии. Король Лотарь предпринял поход в Бургундию, в результате чего Роберт был вынужден подчиниться и статься на милость короля. В итоге Роберту, судя по всему, досталось графство Труа.
В начале 958 года восстал другой бургундский сеньор. Рауль, виконт Дижона, старший брат графа Шалона Ламберта, решил увеличить свои владения за счет наследства Жильбера. Он захватил жену Оттона Лиегарду, а также замок Бон. По словам хрониста, он женился на ней. Но эта дерзкая затея успеха не имела, 1 мая Оттон получил назад Бон и жену.
Осенью 958 года король Лотарь предпринял новый поход в Бургундию. 11 ноября в деревне Марзи под Невером была собрана ассамблея, враждебная герцогу Аквитании Гильому Патлатому, где король решил поддержать претензии Робертинов на герцогство Аквитания. Но вскоре между королём и Гуго Капетом произошел раскол, поскольку король решил присвоить себе несколько бургундских городов, включая Дижон. Он вел себя в Бургундии как суверенный государь. Это привело Робертинов в ярость. Только вмешательство Бруно, герцога Лотарингии, приходившийся им дядей, который спешно прибыл в Бургундию с Лотарингской армией, позволило избежать войны. Примирить противников ему не удалось, но было заключено перемирие.
В 959 году опять восстал Роберт, граф Труа, старавшийся добиться главенства в Бургундии. Он захватил Дижон, ставший к этому времени самым значимым городом в герцогстве. Он смог изгнать королевский гарнизон. Король Лотарь был вынужден запросить помощь Бруно. В октябре французская и лотарингская армии осадили Дижон, но вскоре на помощь Ричарду пришел его сын Аршамбо, архиепископ Санса, вместе с графом Санса Ренаром Старым, которые разбили саксонскую армию. Бруно был вынужден вернуться в Лотарингию, снял осаду и Лотарь. Военные действия были возобновлены осенью 960 года Лотарь осадил Дижон, Бруно — Труа. Только в конце 960 года Лотарь смог захватить Дижон.
В 960 году Бруно удалось помирить Лотаря и Робертинов. Гуго Капет и Оттон принесли королю присягу верности. В результате Оттон 7 апреля 961 года наконец то получил Бургундское герцогство. Но реально в Бургундии Оттону принадлежали только графства Отён, Бон и Невер. Вся остальная Бургундия была разделена на множество графств — Шалон, Дижон, Макон, Тоннер, Труа, Санс и других, совершенно независимых от герцога. Также большие владения имели епископы Осера, Лангра и Шалона. Вследствие этого, герцог Бургундский был гораздо слабее короля, который имел в герцогстве ощутимое влияние. Он сохранил за собой главный город герцогства Дижон, а также Лангр. Он назначал архиепископов Санса, епископов Лангра и Осера.
Оттон умер 23 февраля 965 года бездетным. Бургундские сеньоры, не потрудившись узнать мнение короля, выбрали своим герцогом младшего брата Оттона Эда-Генриха (ок. 948—1002).

### Брак
Жена: с 955 года — Лиегарда, дочь герцога Бургундии Жильбера.